# 766e régiment d'infanterie indépendant (Corée du Nord)
Le 766e régiment d'infanterie indépendant (coréen : 제766독립보병련대), également connu sous le nom de 766e unité (coréen : 766부대), était un régiment d'infanterie légère de l'Armée populaire de Corée (APC) qui a existé brièvement lors de la guerre de Corée. Basée à Hoeryong, Corée du Nord, l'unité était principalement entraînée pour les opérations amphibies et non conventionnelles. Le 766e régiment était considéré comme étant un commando de forces spéciales, entraîné à conduire des débarquements et à mener les autres unités nord-coréennes sur les lieux de l'offensive, d'infiltrer les lignes ennemis et d'y couper l'approvisionnement et les communications.
Fondé en 1949, le régiment s'entraîne pendant plus d'un an avant d'entrer en guerre le 25 juin 1950. Ce jour-là, la moitié du régiment mène les forces nord-coréennes contre les troupes sud-coréennes par terre et par mer, repoussant ces dernières après plusieurs jours de combat. Au cours des six semaines suivantes, le régiment descend tranquillement la péninsule Coréenne. Manquant de ravitaillement et devant s'occuper d'un nombre croissant de blessés, le régiment prend part à des batailles dans le périmètre de Busan visant à sortir de Corée les troupes de l'Organisation des Nations unies (ONU).
L'unité engage son dernier combat lors de la bataille de P'ohang-dong, visant à prendre la ville des mains des forces de l'ONU. Repoussé par ces dernières, le régiment bat en retraite vers le nord, rejoint d'autres unités de l'APC, puis est fusionné à la 12e division.

## Organisation
Lors de sa création, la 766e unité est conçue pour pouvoir varier en taille. En conséquence, elle est constituée d'un certain nombre de petites sous-unités capables d'agir seules. Par la suite, l'unité est amenée à la taille d'un régiment, avec 3 000 hommes divisés en six bataillons (numérotés de 1 à 6). L'unité relève directement du quartier général de l'APC, où elle est prise en charge et sera dirigée tout au long de son existence par le Colonel-major O Jin-u.
Dans la nuit du 25 au 26 juin 1950, le jour de l'offensive nord-coréenne, les 500 hommes du 3e bataillon sont perdus lorsque leur bateau de transport est coulé par la Marine de la République de Corée lors du combat au large de Pusan,.
Au cours de son existence, les rangs du régiment ont fondu jusqu'à environ 1 500 hommes.

## Dans la culture populaire
Le régiment a été présenté dans le film de guerre sud-coréen 71: Into the Fire (2010).